# Навколозоряна оболонка
Навколозоряна оболонка — частина зорі, яка має приблизно сферичну форму і не пов’язана гравітаційно з ядром зорі. Зазвичай навколозоряні оболонки утворюються від щільного зоряного вітру, або вони присутні до утворення зорі. Навколозоряні оболонки старих зір (мірид та зір OH/IR ) з часом еволюціонують у протопланетні туманності, а навколозоряні оболонки молодих зоряних об’єктів еволюціонують у навколозоряні диски.

## Типи навколозоряних оболонок
- Навколозоряні оболонки зір асимптотичної гілки гігантів
- Навколозоряні оболонки молодих зоряних об’єктів